# لو مايكلز
لو مايكلز (بالإنجليزية: Lou Michaels) هو لاعب كرة قدم أمريكية أمريكي، ولد في 28 سبتمبر 1935 في سوويرسفيل في الولايات المتحدة، وتوفي في 19 يناير 2016 بسبب سرطان البنكرياس.